# Juan Vicente Matala
Juan Vicente Matala (ur. 27 lipca 1969) – lekkoatleta z Gwinei Równikowej, specjalizujący się w biegu na 200 metrów, olimpijczyk.
Jego jedyną, znaczącą, międzynarodową imprezą były w 1992 r., letnie igrzyska olimpijskie w hiszpańskiej Barcelonie. Matala wziął udział w jednej konkurencji: biegu na 200 metrów. Wystartował w 8. biegu eliminacyjnym, gdzie jako jedyny został zdyskwalifikowany, przez co nie zdołał awansować do kolejnej fazy zawodów. 

## Osiągnięcia
| Rok  | Impreza              | Miejsce   | Konkurencja        | Lokata | Wynik |
| ---- | -------------------- | --------- | ------------------ | ------ | ----- |
| 1992 | Igrzyska olimpijskie | Barcelona | bieg na 200 metrów | –      | DSQ   |

## Rekordy życiowe
- bieg na 200 metrów – 23,4 (1992).